# 나가이시 다쿠미
나가이시 다쿠미(일본어: 永石 拓海, 1996년 2월 16일~)는 일본의 축구 선수이다.

## 구단 경력
그는 2018년 J1리그의 세레소 오사카에 입단했다. 2019년 J2리그의 레노파 야마구치 FC로 임대 이적했다. 2020년 세레소 오사카로 복귀했다. 2021년 아비스파 후쿠오카로 이적했다. 2023년에 J리그컵 우승을 차지했다.